# Dorylus diadema
Dorylus diadema är en myrart som beskrevs av Gerstaecker 1859. Dorylus diadema ingår i släktet Dorylus och familjen myror.

## Underarter
Arten delas in i följande underarter:
- D. d. arnoldi
- D. d. diadema
- D. d. fusciceps